# August Hlond
August Hlond S.D.B., poljski rimskokatoliški duhovnik, škof in kardinal, * 5. julij 1881, Brzeckowice, Nemško cesarstvo, † 22. oktober 1948, Varšava, Poljska.

## Življenjepis
23. septembra 1905 je prejel duhovniško posvečenje.
14. decembra 1925 je bil imenovan za škofa Katowic; 3. januarja 1926 je prejel škofovsko posvečenje. 24. junija 1926 je postal naškof Gniezno-Poznańa.
20. junija 1927 je bil povzdignjen v kardinala in imenovan za kardinal-duhovnika S. Maria della Pace.
3. marca 1946 je postal nadškof Gniezna in 13. junija 1946 nadškof Varšave.